# 奧帕斯諾斯季礁
奥帕斯诺斯季礁或二丈岩（日语：／）是一座宗谷海峡中的礁石，处在北海道和库页岛之间，在克里利翁角南16公里，长150米，宽50米。1787年8月，拉彼鲁兹伯爵让-弗朗索瓦·德·加洛率领的探险队第一次发现了它，称它为“危险礁（法語：La Dangereuse）”。1913年，在该岛上建立了灯塔。第二次世界大战结束后，日本失去库页岛，奧帕斯諾斯季礁也伴随成为苏联的领土。